# Dennis Haueisen
Dennis Haueisen  (né le 13 septembre 1978 à Gera en Allemagne) est un coureur cycliste allemand, passé professionnel en 2006 chez Milram.

## Palmarès
- 2004
  - Tour du Nord des Pays-Bas (ex æquo avec 21 coureurs)[n 1]
  - 2e du Circuit du Houtland
  - 3e du Tour de Sebnitz
- 2005
  - 3e de la Coupe Sels
- 2006
  - International Cycling Classic :
    - Classement général
    - 5e étape

## Classements mondiaux
| Année           | 2005 |
| --------------- | ---- |
| UCI Europe Tour | 370e |